# Ministère de la Fonction publique (Gabon)
 (décembre 2024).
Le ministère de la Fonction publique et du Renforcement des capacités est un ministère du gouvernement au Gabon.

## Description

### Siège
Le ministère chargé de la fonction publique et du renforcement des capacités a son siège au Boulevard triomphal, face à l'Ambassade de Chine à Libreville, la capitale du Gabon,.  

### Attributions
Le ministère de La Fonction Publique est chargé essentiellement de la conception, de la mise en œuvre, du suivi et de l'application de la politique du gouvernement en matière de services publics et de l'administration publique. Il travaille sur les méthodes de recrutement et s'occupe de tous les problèmes concernant les agents publics de l'administration gabonaise. 

### Ministres
Le ministre actuel de la Fonction Publique et du Renforcement des Capacités est pr Marcelle Ibinga Itsitsa,. Elle a été nommée le 05 Mai 2025.